# The North China Herald
The North China Herald (Kurzform: NHC, chin. Schriftzeichen: 北華捷報, chin. Pinyin: Bèihuà jiébào) war eine der ersten ausländischen Zeitungen in China.

## Gründung
The North China Herald war eine Wochenzeitung, wurde 1850 von dem Engländer Henry Shearman in Shanghai gegründet und erschien bis 1951 jeden Samstag.
Im Editorial der ersten Ausgabe vom 3. August 1850 erklärt Shearman die Beweggründe, die ihn dazu veranlassten den North China Herald herauszugeben:
1. Shanghai benötige als viertgrößter Handelshafen Asiens eine Zeitung für die Handelsgemeinschaft.
2. Die Handels-Erfahrungen, die Fortschritte beim Transport der Waren mit Schiffen, neue Routen sowie die gute Zusammenarbeit zwischen England und China sollten durch die Zeitung in der Welt verbreitet werden.
3. Shanghai solle auf diese Weise unterstützt werden, um sich gegenüber Hongkong als Handelskonkurrenten durchsetzen zu können.

Ab 1864 erschien zusätzlich zum North China Herald, als Tagesausgabe, die North China Daily News (chin. Schriftzeichen: 字林西報; chin. Pinyin: Zìlín Xībào, 1864–1951), welche auch in chinesischer Sprache erhältlich war. Von da an erschien der North China Herald mit dem Untertitel „The weekly edition of the North China Daily News“ und enthielt die wichtigsten Artikel der Tageszeitung.

## Auflage und Einfluss
Die Auflage betrug am Ende des 19. Jahrhunderts und zu Beginn des 20. Jahrhunderts circa 100 Exemplare und war somit wesentlich kleiner als die der chinesischen Zeitungen (zum Vergleich: die Auflage der chinesischen Tageszeitung Shenbao betrug Ende der 1870er 7000–9000 Exemplare). Der North China Herald kostete anfangs 15 Dollar pro Jahr, später 12 Tael. Als ausländische Zeitung hatte der North China Herald in Shanghai jedoch den größten Einfluss – von den anderen Zeitungen konnten an Bedeutung nur die Celestial Empire und der Shanghai Mercury an den North China Herald heranreichen.

## Leserschaft
Hauptsächlich wurde der North China Herald in Shanghai gelesen, verbreitete sich aber auch entlang des Eisenbahnnetzes (zum Beispiel nach Suzhou (Jiangsu)). Die Lesergruppe des North China Herald bestand vor allem aus der ausländischen Handelsgemeinschaft, die in Shanghai lebte – wobei sich chinesische Beamte den North China Herald übersetzen ließen, um sich auf diese Weise über die Sichtweisen der Ausländer zu informieren.

## Artikel und Autoren
Die Artikel erschienen auf Englisch, die Themen waren stark auf die wirtschaftlichen Interessen der ausländischen Community ausgerichtet. Der North China Herald diente, insbesondere in den ersten Erscheinungsjahren, als Forum für wichtige Informationen bezüglich des Handels (Tabellen über Im- und Export, Schiffsverkehr in Shanghai, Verkaufsangebote von Warenlieferungen) und öffentliche Bekanntmachungen (Hochzeits-, Geburts- und Todesanzeigen).
Zudem gab es in jeder Ausgabe einen Leitartikel, Nachrichten aus Europa, Leserbriefe sowie den „Peking-Report“, der über die aktuellen Ereignisse und Angelegenheiten am Hof in Peking berichtete.
In den späteren Ausgaben erweiterte sich der Umfang: Es gab eine ausführliche Berichterstattung über politische Ereignisse in China, Europa, Russland und den USA, einen großen Sport-Teil (Berichte über Sport-Wettkämpfe in Europa, den USA und in Shanghai), Bücher-Rezensionen und Artikel zu verschiedensten Themen (Bsp.: „Wedding in Hong-Kong“, „Alcohol and the body“ oder „The Palace Treasure in Peking“ (NCH, 6. Januar 1912)).
In der Supreme Court and Consular Gazette, die dem North China Herald beilag, wurden Gerichtsprotokolle abgedruckt.
Die Autoren des North China Herald waren Mitglieder der Shanghaier Handelsgemeinschaft, Korrespondenten aus anderen Provinzen sowie Leser und Anzeigenkunden. Es wurden auch andere Zeitungen (zum Beispiel die Shenbao, The New York Herald, Japan Chronicle oder die Kölnische Zeitung) zitiert sowie Nachrichtenmeldungen von Reuters abgedruckt.

## Finanzierung
Finanziert wurde der North China Herald über Anzeigeneinnahmen und Spenden der Community.